# شون كولينز (لاعب هوكي الجليد)
شون كولينز (بالإنجليزية: Sean Collins)‏ هو لاعب هوكي الجليد أمريكي، ولد في 9 فبراير 1983 في ريدينج (ماساتشوستس) في الولايات المتحدة.

## وصلات خارجية
- شون كولينز على موقع دوري الهوكي الوطني (الإنجليزية)
- شون كولينز على موقع EliteProspects.com (الإنجليزية)
- شون كولينز على موقع HockeyDB.com (الإنجليزية)